# Birnamwood
Birnamwood és una població dels Estats Units a l'estat de Wisconsin. Segons el cens del 2000 tenia 795 habitants.

## Demografia
Segons el cens del 2000, Birnamwood tenia 795 habitants, 309 habitatges, i 202 famílies. La densitat de població era de 138,9 habitants per km².
Dels 309 habitatges en un 35,6% hi vivien nens de menys de 18 anys, en un 52,1% hi vivien parelles casades, en un 8,7% dones solteres, i en un 34,6% no eren unitats familiars. En el 31,4% dels habitatges hi vivien persones soles el 16,8% de les quals corresponia a persones de 65 anys o més que vivien soles. El nombre mitjà de persones vivint en cada habitatge era de 2,48 i el nombre mitjà de persones que vivien en cada família era de 3,14.
Per edats la població es repartia de la següent manera: un 29,2% tenia menys de 18 anys, un 6,8% entre 18 i 24, un 25,8% entre 25 i 44, un 17,5% de 45 a 60 i un 20,8% 65 anys o més.
L'edat mediana era de 37 anys. Per cada 100 dones de 18 o més anys hi havia 82,2 homes.
La renda mediana per habitatge era de 37.813 $ i la renda mediana per família de 47.574 $. Els homes tenien una renda mediana de 32.500 $ mentre que les dones 24.688 $. La renda per capita de la població era de 17.740 $. Aproximadament el 5% de les famílies i el 7,9% de la població estaven per davall del llindar de pobresa.

## Poblacions més properes
El següent diagrama mostra les poblacions més properes.